# John Rahm
John B. Rahm (8 de janeiro de 1854 — 28 de julho de 1935) foi um golfista norte-americano que competiu no golfe nos Jogos Olímpicos de Verão de 1904, onde foi integrante da equipe norte-americana que conquistou da medalha de bronze. Ele terminou em vigésimo terceiro nesta competição. Na competição individual terminou em trigésimo nono na classificação e não avançou ao jogo por buraco.